# Cophixalus sphagnicola
Espèce
Statut de conservation UICN

 LC  : Préoccupation mineure
Cophixalus sphagnicola est une espèce d'amphibiens de la famille des Microhylidae.

## Répartition
Cette espèce est endémique de la province de Morobe en Papouasie-Nouvelle-Guinée. Elle se rencontreentre 2 000 et 3 000 m d'altitude.

## Publication originale
- Zweifel & Allison, 1982 : A new montane microhylid frog from Papua New Guinea, and comments on the status of the genus Aphantophryne. American Museum novitates, no 2723, p. 1-14 (texte intégral).